# NGC 7829
NGC 7829 este o galaxie situată în constelația Balena. A fost descoperită în 1886 de către Francis Leavenworth.